# Denis Dussoubs
Pour les articles homonymes, voir Dussoubs.
Denis Gaston Dussoubs (né le 20 août 1818 à Saint-Léonard-de-Noblat et mort le 4 décembre 1851 à Paris) est un révolutionnaire français.

## Biographie
Denis et son frère Marcellin, fils d’un boulanger, ont bénéficié du retour de leur oncle en France après fortune faite à Saint-Domingue, ce qui leur permit de suivre des études au lycée de Limoges puis à la faculté de droit de Paris. 
En février 1848, Denis Dussoubs participe activement à la Révolution à Limoges. Suite à l’émeute du 27 avril 1848 au cours de laquelle des ouvriers limougeauds s’emparent de la préfecture, il est condamné à deux ans de prison.
Le 13 mai 1849, son frère Marcellin est élu député démocrate socialiste. 
Le 4 décembre 1851, au surlendemain du coup d’État de Louis-Napoléon Bonaparte, des députés tentent d’organiser la résistance, mais Marcellin, malade, ne peut y participer. Denis prend alors l’écharpe tricolore de son frère pour se rendre sur la barricade de la rue Montorgueil. S’avançant seul et désarmé face à la troupe pour la convaincre de se rallier à la République, il adresse un appel vibrant mais vain aux soldats. Il remonte sur la barricade et aussitôt une grêle de balles s'abat sur les militaires du deuxième bataillon du 51e régiment d'infanterie de ligne. Les grenadiers et les voltigeurs s'élancent au pas de course et s'emparent des quatre premières barricades. Denis Dussoubs trouve la mort en défendant la première barricade.

## Hommages
Une place Denis-Dussoubs, à Limoges (Haute-Vienne), créée en 1712 en l’honneur du Dauphin, futur Louis XV, porte désormais son nom, avec à l'origine une statue de bronze de Denis Dussoubs en son centre. Cette dernière est fondue sous le régime de Vichy, dans le cadre de la mobilisation des métaux non ferreux.
Il existe aussi depuis 1881 une rue Dussoubs dans le 2e arrondissement de Paris. Cette voie est proche de la rue Montorgueil.